# NGC 3610
NGC 3610 أو إن جي سي 3610 هي مجرة إهليلجية ضمن كوكبة الدب الأكبر. تم اكتشافها عام 8 أبريل 1793 من قبل ويليام هيرشل.